# Posljednja večera
Posljednja večera (latinski: Coena Domini) je oproštajna večera koju je Isus blagovao sa svojim apostolima u Veliki četvrtak uoči muke u Jeruzalemu. Isus je tada ustanovio euharistiju, koju kršćani slave u svetoj misi.
Kao motiv u likovnim umjetnostima javlja se još u ranokršćanskim katakombama (freske), bizantskim mozaicima, te romaničkim i gotičkim reljefima. Izrazito popularan u renesansi i baroku.
Dvorana u kojoj je Krist održao Posljednju večeru zove se cenakul. U to je vrijeme cenakul označavao u starorimskim kućama prostoriju na prvom katu, odnosno cijeli prvi kat. Na Posljednjoj večeri Isus je oprao noge učenicima uz riječi: "Ako dakle ja - Gospodin i Učitelj - vama oprah noge, treba da i vi jedni drugima perete noge. Primjer sam vam dao da i vi činite kao što ja vama učinih. Zaista, zaista, kažem vam: nije sluga veći od gospodara niti poslanik od onoga koji ga posla. Ako to znate, blago vama budete li tako i činili!"  (Iv 13, 14-17).

## Biblijska osnova Isusove oproštajne večere
Izraz posljednja večera ne pojavljuje se u Novom zavjetu, no sam događaj opisan je u sva četiri evanđelja: Evanđelje po Mateju 26:17-30, Evanđelje po Marku 14:12-26, Evanđelje po Luki 22:7-39 i Evanđelje po Ivanu 13:1-17:26.

## Najpoznatiji likovni prikazi posljednje večere
- Posljednja večera (Leonardo)
- Posljednja večera (Tintoretto)
- Posljednja večera (Veronese)